# お台場合衆国

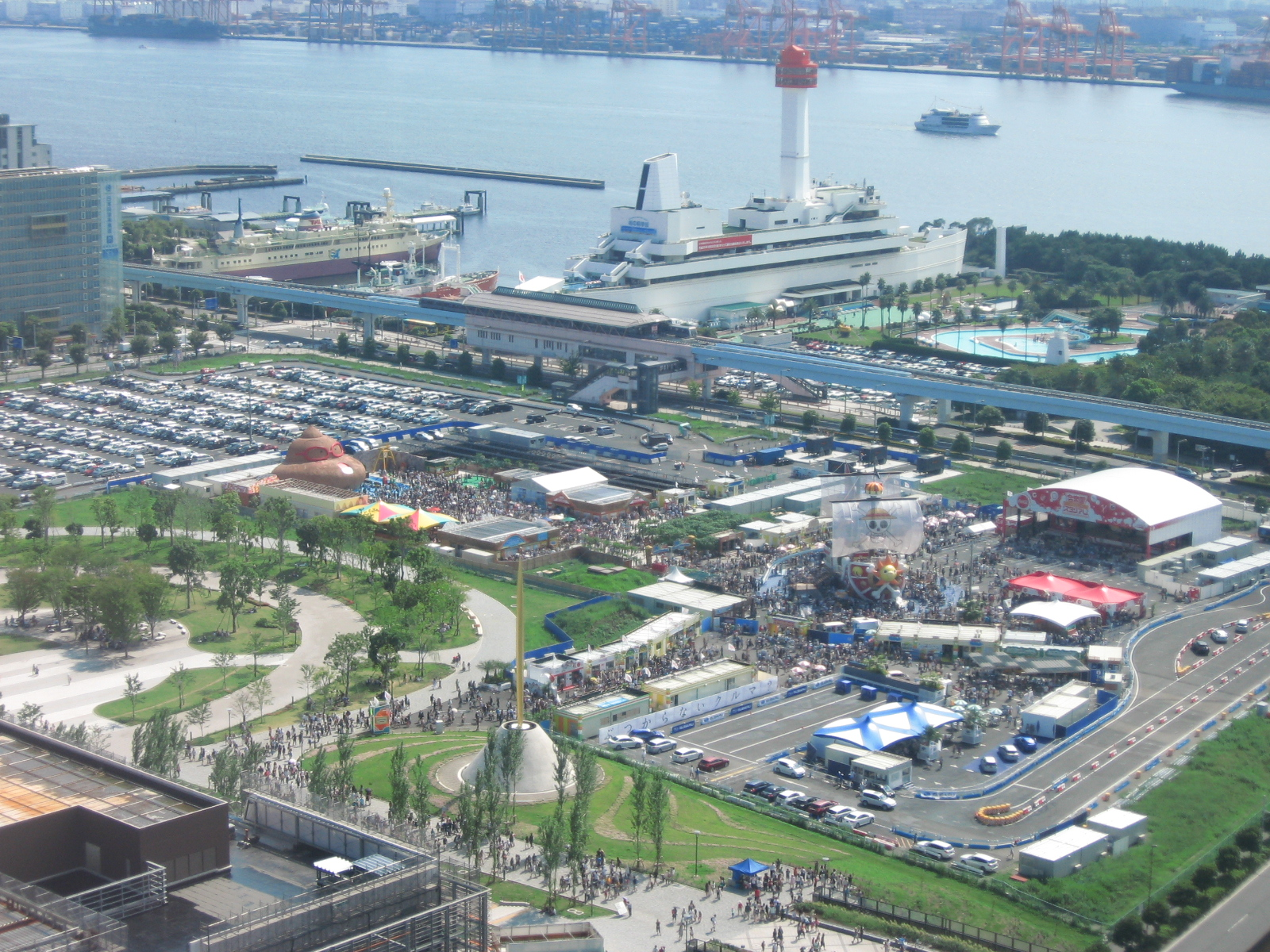
「合衆国サンサンアイランド」全景（2011年）

お台場合衆国（おだいばがっしゅうこく、United States of Odaiba）は、東京都港区台場のフジテレビジョン本社屋にて2009年から2013年に夏に開催されたフジテレビ主催の参加型イベント。

## 概要
1998年夏のP-kiesワンダーランドと2003年以降の『お台場冒険王』において、大規模なアトラクション展示を行っていた特設会場（東京都港湾局が所有する臨海副都心青海Q区画）の暫定借地利用契約終了に伴い2008年度で閉幕となった『冒険王』の後継にあたる。
イベントでは会場内それぞれを国家に見立て、フジテレビ本社屋を「フジテレビランド」、東京臨海副都心青海P区画を「オダイバランド」（2011年 ‐ 2013年は「合衆国サンサンアイランド」）と称し、フジテレビの人気番組のブースなどのほか番組の公開生放送・収録、「めざましLIVE」等のステージイベント、グッズ販売などを行っている。
その後、2014年は『お台場新大陸』、さらに2015年は『お台場夢大陸 〜ドリームメガナツマツリ〜』と改題・リニューアルを繰り返し、2016年から現在の『お台場みんなの夢大陸』へとつながっていく。

### 開催時間
通常は10時 - 18時であるが、例年8月第1土曜日から“お盆休み”とされる8月中旬までの10日間前後と8月中旬 - 下旬の土日のみ「アーリーオープン」となり、開催時間は9時 - 18時となる。

### 入場料金
2009年
- お台場合衆国1DAYパスポート : 一般1,500円 / 小中学生1,300円

チケットBOXにて販売
（プール入場券つきは、ベイサイドプールでのみ販売）
- お台場合衆国1DAYパスポート付きプール入場券 : 一般2,500円 / 小中学生2,000円

ベイサイドプールチケットBOXにて販売
（1DAYパスポート購入済みの場合はパスポートの日付にかかわらず、期間中何度でも一般：1,000円 小中学生：700円の差額分でプール入場券の購入が可能）
2010年以降
- お台場合衆国1DAYパスポート : 一般1,500円 / 小中学生1,300円（団体:一般 1,400円 / 小中学生1,240円 ）
  - 2013年では、一般1,700円となった。

チケットBOXにて販売

## 開催日程
| 回/年        | イベント正式名                                                                 | 開催期間                  | 総入場者数  |
| ------------ | ------------------------------------------------------------------------------ | ------------------------- | ----------- |
| 第1回/2009年 | 『めざせ!お台場合衆国2009〜フジがやらなきゃだれがやる!〜』                     | 7月18日 - 8月31日（45日） | 425万5267人 |
| 第2回/2010年 | 『お台場合衆国2010〜笑うBayには福きたる!!〜』                                  | 7月17日 - 8月31日（46日） | 408万5213人 |
| 第3回/2011年 | 『お台場合衆国2011〜ぼくらがNIPPON応援団!〜』                                  | 7月16日 - 8月31日（47日） | 419万6029人 |
| 第4回/2012年 | 『お台場合衆国!2012〜ここから始まるNIPPON応援団!〜』                           | 7月14日 - 9月2日（51日）  | 454万1400人 |
| 第5回/2013年 | 『お台場合衆国2013～楽しくなければお台場じゃない!冒険しなけりゃ夏じゃない!〜』 | 7月13日 - 9月1日（51日）  | 487万5199人 |

## イメージキャラクター
| 回/年        | イメージキャラクター | 関連番組            |
| ------------ | -------------------- | ------------------- |
| 第1回/2009年 | レッドシアターズ     | 爆笑レッドシアター  |
| 第2回/2010年 | まる子ファミリー     | ちびまる子ちゃん    |
| 第3回/2011年 | めちゃイケメンバー   | めちゃ×2イケてるッ! |
| 第4回/2012年 | ピカリ隊             | ピカルの定理        |
| 第5回/2013年 | AKB48                | AKB映像センター     |

## テーマソング（国歌）
| 年     | 曲名                       | アーティスト名   |
| ------ | -------------------------- | ---------------- |
| 2009年 | 風になりたい               | レッドシアターズ |
| 2010年 | Roll Over The Rainbow      | Superfly         |
| 2011年 | LOVE & PEACH               | ゆず             |
| 2012年 | MASARU                     | 桑田佳祐         |
| 2013年 | 恋するフォーチュンクッキー | AKB48            |

## 内容

### 2009年
フジテレビ開局50周年記念イベントの一環として『めざせ!お台場合衆国2009 〜フジがやらなきゃだれがやる!〜』と題して7月18日から8月31日までの45日間に渡って開催された。

#### ベイサイド州

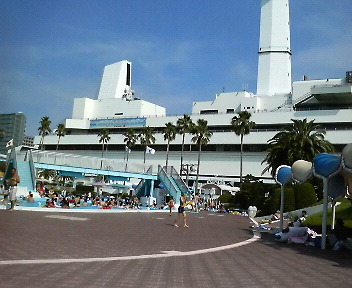
ベイサイドプール

### 2010年
『お台場合衆国2010〜笑うBayには福きたる!!〜』（ - わらうベイにはふくきたる!!）と題して7月17日から8月31日までの46日間に渡って開催された。

### 2011年
3月11日に発生した東北地方太平洋沖地震（東日本大震災）および東京電力・福島第一原子力発電所での事故による電力事情悪化の影響により一度は開催が危ぶまれたものの、『お台場合衆国2011〜ぼくらがNIPPON応援団!〜』（ - ぼくらがニッポンおうえんだん!）と題して7月16日から8月31日までの47日間に渡って開催された。また、売上の一部は東日本大震災の被災地へと寄付された。

### 2012年
『お台場合衆国!2012〜ここから始まるNIPPON応援団!〜』と題し、2012年7月14日から9月2日の51日間に渡って開催された。

## サテライト会場
- アニメサザエさん展（長谷川町子美術館）
- フジテレビキッズカフェ ママトコ（アクアシティお台場）
- 海の灯まつり in お台場2010（2010年7月18日・19日、お台場海浜公園）
- 海の灯まつり in お台場2011（2011年7月17日・18日、お台場海浜公園）
- Green Tokyo Hello Kitty & Friends（2010年8月9日～22日、お台場海浜公園）
- チャギントンランド（2011年、ホテル グランパシフィック LE DAIBA）
- TOKYO IDOL FESTIVAL （2011年 - 、お台場・青海特設会場）
  - 2013年は合衆国会場で「TIF2013 presents 夏☆1浴衣アイドル選手権」を実施。

ほか

## 親善大使
- 2009年はバラエティ番組『爆笑レッドシアター』の出演メンバー（内村光良、狩野英孝、しずる、ジャルジャル、はんにゃ、フルーツポンチ、柳原可奈子、ロッチ、我が家）が応援大使に就任し、「レッドシアターズ」を結成した。また、レッドシアターズはこのイベントのテーマソングを担当することになり、THE BOOMの『風になりたい』をカバーした。
- 2011年は『めちゃ×2イケてるッ!』の出演メンバーが務め、岡村隆史（ナインティナイン）をGP（ゼネラルプロデューサー）[注釈 3] に据えて「東日本復興」と「節電」をテーマに活動した。

## 広報チーム
- 2009年と2010年はフジテレビ女子アナウンサー10名前後（中野美奈子、中村仁美、平井理央、本田朋子、松尾翠、生野陽子、加藤綾子、椿原慶子ら）が『合衆国エンジェル』として、宣伝・PR活動を行っていた（詳細は合衆国エンジェルを参照）。
- 2011年はフジテレビアナウンサー男女15名（軽部真一、笠井信輔、佐野瑞樹、伊藤利尋、西岡孝洋、生田竜聖、中野美奈子、平井理央、秋元優里、本田朋子、生野陽子、加藤綾子、椿原慶子、三田友梨佳、竹内友佳）による『NIPPONサンサンズ』を結成し、会場内で節電の呼びかけなど積極的に活動した。
- 2012年は男女23名のアナウンサー（佐野瑞樹、伊藤利尋、西岡孝洋、渡辺和洋、田中大貴、倉田大誠、中村光宏、榎並大二郎、生田竜聖、酒主義久、高橋真麻、平井理央、秋元優里、本田朋子、大島由香里、生野陽子、加藤綾子、椿原慶子、山﨑夕貴、竹内友佳、三田友梨佳、久代萌美、宮澤智）による『合衆国サンサンズ』を結成した。
- 2013年は男女16名のアナウンサー（三宅正治、佐野瑞樹、倉田大誠、中村光宏、榎並大二郎、生田竜聖、木村拓也、生野陽子、加藤綾子、椿原慶子、松村未央、山中章子、山﨑夕貴、三田友梨佳、内田嶺衣奈、三上真奈）による『三代目サンサンズ』を結成した。

## エグゼクティブプロデューサー（団長）
- 2009年 - 鈴木克明（当時フジテレビ取締役編成制作局長）※“エグゼクティブプロデューサー”名義
- 2010年 - 宮道治朗（当時バラエティ制作センター、「ネプリーグ」等のチーフプロデューサー）※同上
- 2011年 - 角谷公英（フジテレビ情報制作センター、「めざましテレビ」「めざましどようび」チーフプロデューサー）※“団長”名義
- 2012年 - 佐々木将

## オフィシャルスタッフウェア
2009年
黄緑、橙、ピンク（女性専用）の3種類のTシャツを着用。
2010年
「LAUGH!!LAUGH&LAUGH!!」ロゴ入りの赤、青、黄色、黄緑、紫、橙、ピンク、水色、白、黒の10種類のTシャツを着用。
2011年
「NEW EAST」ロゴと方位磁針が北東（=東北）を指すイメージのようなイラスト入りのレモン色のTシャツを着用。
2012年
「2012 NEXT OF STAGE」のイラスト入りの赤、青、黄色、黄緑、紫、ピンクの6種類のTシャツを着用。

## その他
- 2010年度は来場者用に合衆国巡回バス「お台場Fantaバス」が運行された。また、合衆国エリア内限定ワンセグ放送として「ラフ・ステーション」が実験的に放送された。
- 2011年度に25階球体展望室「はちたま」で上映されていた『クイズ!ヘキサゴンII天体映像パレード〜サーターアンダギーの宇宙大冒険〜』については、会期中の8月23日に『クイズ!ヘキサゴンII』の司会で、上映映像にも出演していた島田紳助が芸能活動引退を発表したため、紳助の引退発表翌日の8月24日から上映を中止した[4] が、27日より紳助の出演部分をカットし、別映像に差し替えた上で上映を再開した[5]。
- 2011年度の入場券収入の一部および会期中開催されたフリーマーケットの売上金、チャリティーオークション落札金、一部商品の売上金等の全額は、日本ユニセフ協会を通じ東日本大震災の被災者に支援金として送られる。

## ギャラリー

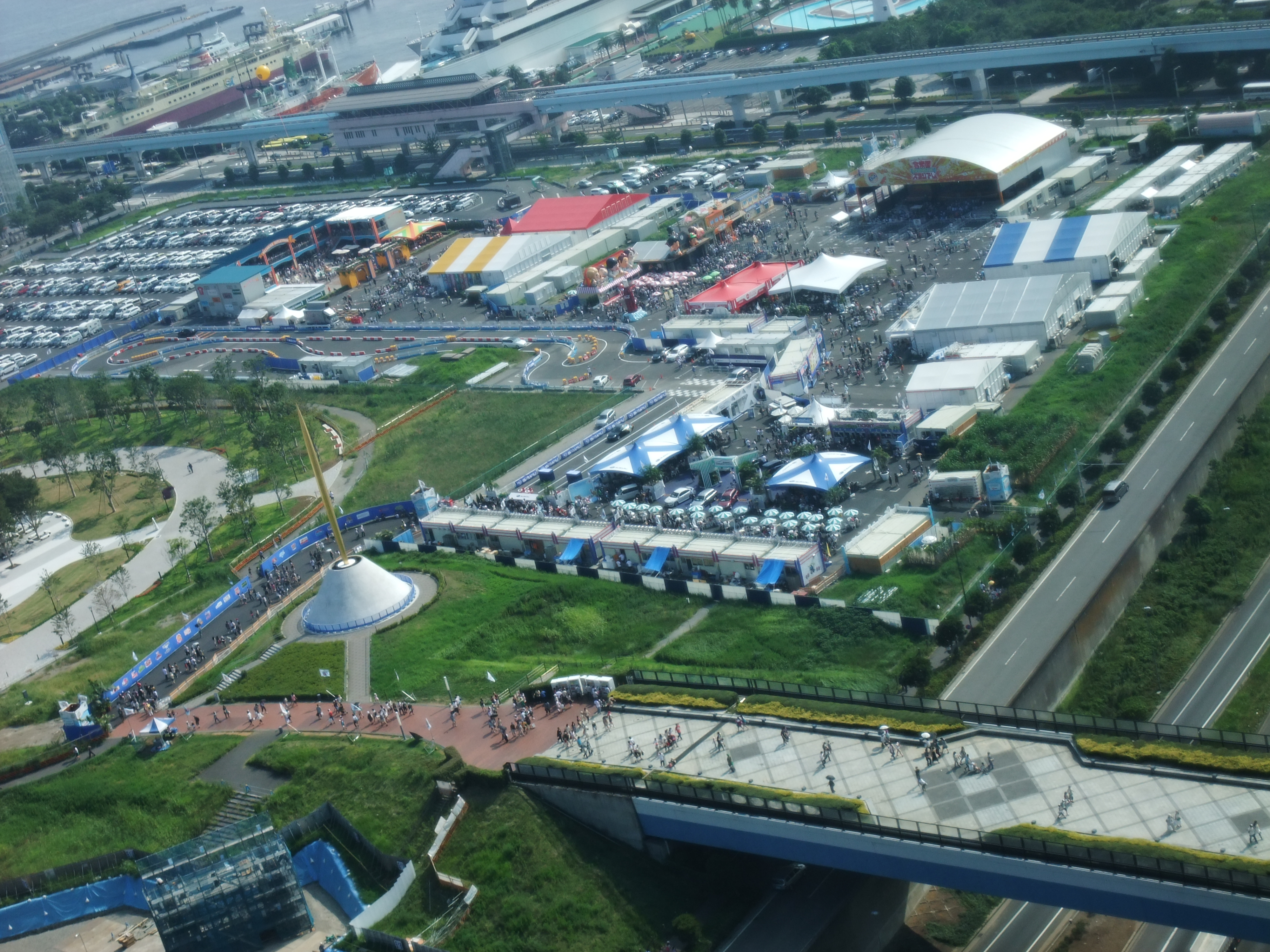
「オダイバランド」（2010年）
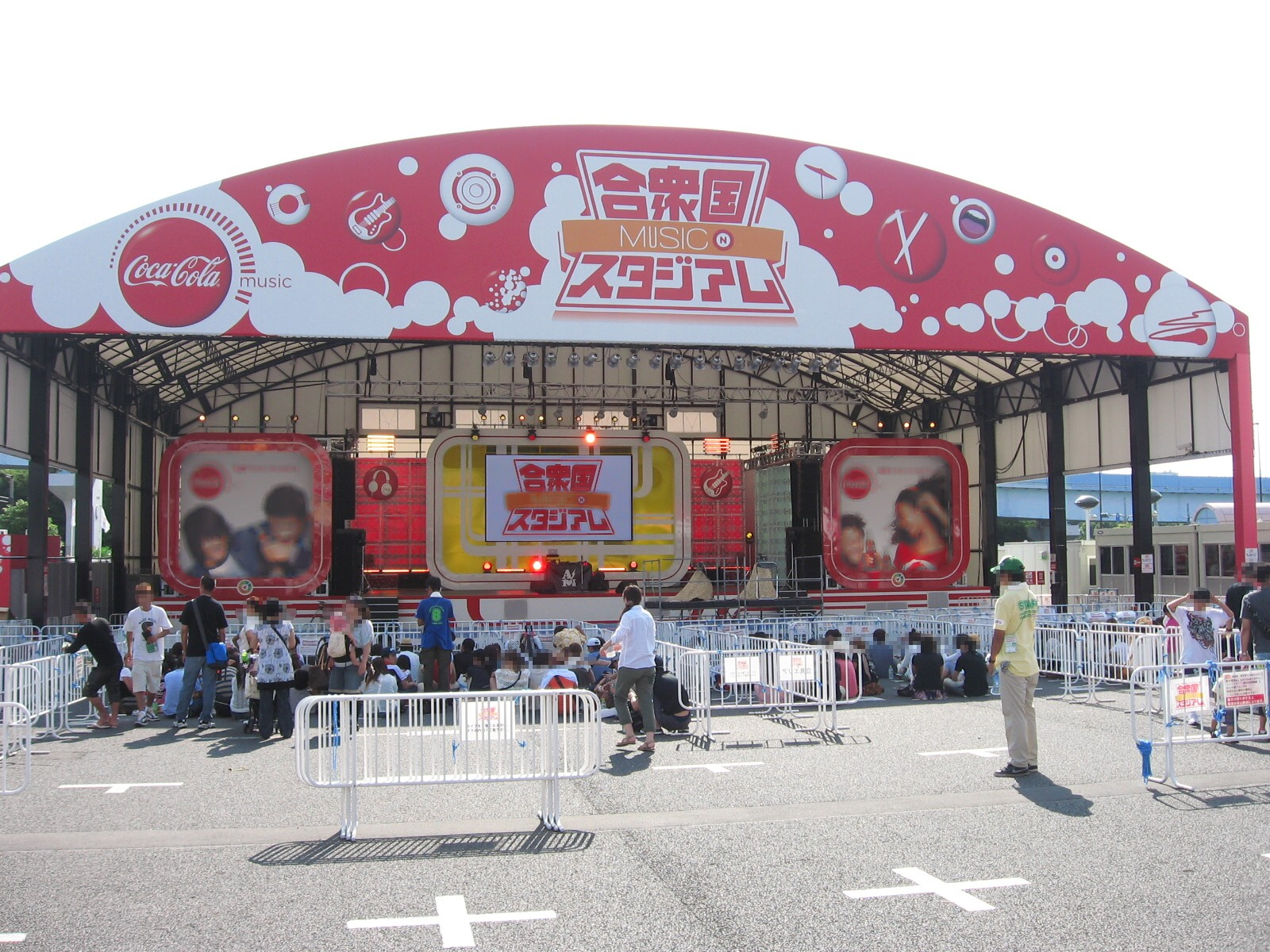
「合衆国MUSICスタジアム」（2011年）
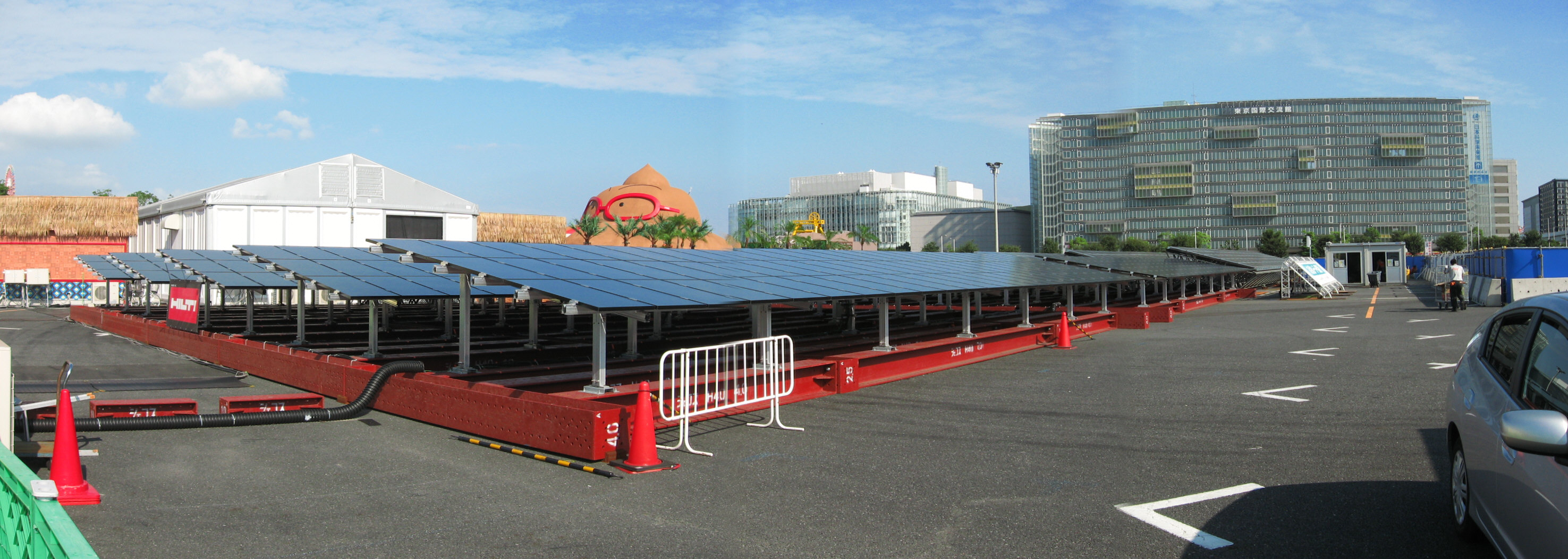
「お台場ソーラー発電所」（2011年）